# سلسلة جبال الأفعى
سلسلة الأفعى هي سلسلة جبال في مقاطعة وايت باين، نيفادا، الولايات المتحدة. يتضمن الجزء الجنوبي الأوسط من النطاق داخل حدود منتزه غريت باسن الوطني، بالإضافة إلى معظم الباقي المدرج منها في غابة هومبولدت-توياب الوطنية. يمتد النطاق إلى الحد الأقصى للارتفاع 13,065 قدم (3,982 م) في قمة ويلر بيك، أعلى جبل مستقل في نيفادا وثاني أعلى نقطة داخل الولاية (أعلى نقطة تكون باوندري بيك). يحتوي النطاق أيضًا على أربعة من أعلى خمس قمم جبلية في نيفادا، تشمل جميع القمم التي تزيد عن 12,000 قدم (3,658 م) باستثناء قمة باوندري

## جغرافية
نماذج من النطاقات الأخرى في مقاطعة باسن ورينج، يمتد نطاق الأفعى في اتجاه الشمال والجنوب، لحوالي 60 ميل (97 كـم) .
إلى الغرب يوجد وادي الربيع ونطاق شيل كريك، وإلى الشرق عبر حدود يوتا يعبر وادي الأفعى ونطاق كونفيوجن. ممر سكرامنتو (7,154 قدم (2,181 م) هو المكان حيث الولايات المتحدة الطريق 6 - 50، «الطريق المنعزل السريع في أمريكا»، الذي يعبر النطاق. وهي الوسيلة الرئيسية للوصول شرقاً إلى هذا الجزء من شرق نيفادا.

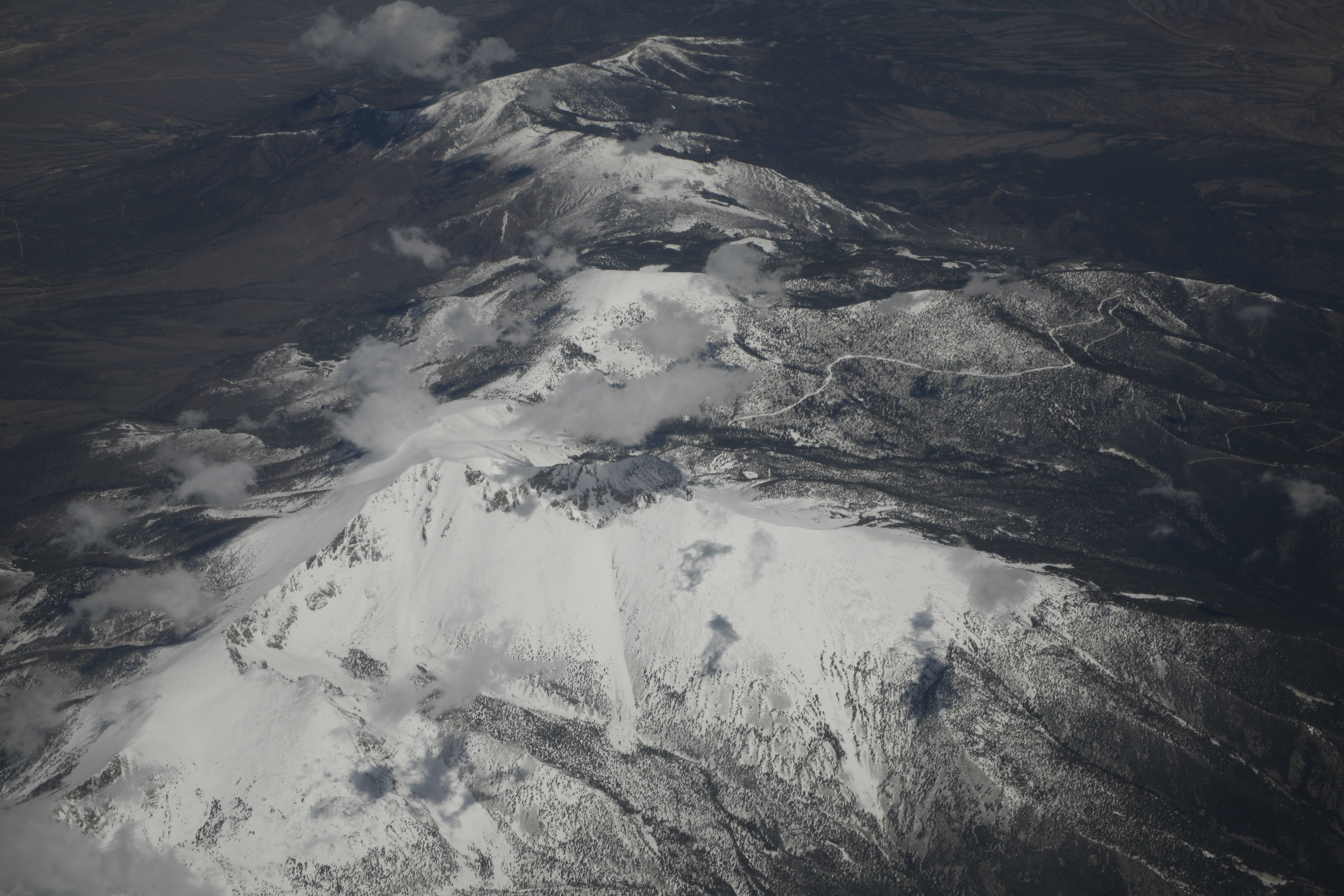
قمة ويلر ونطاق الأفعى ، باتجاه الشمال

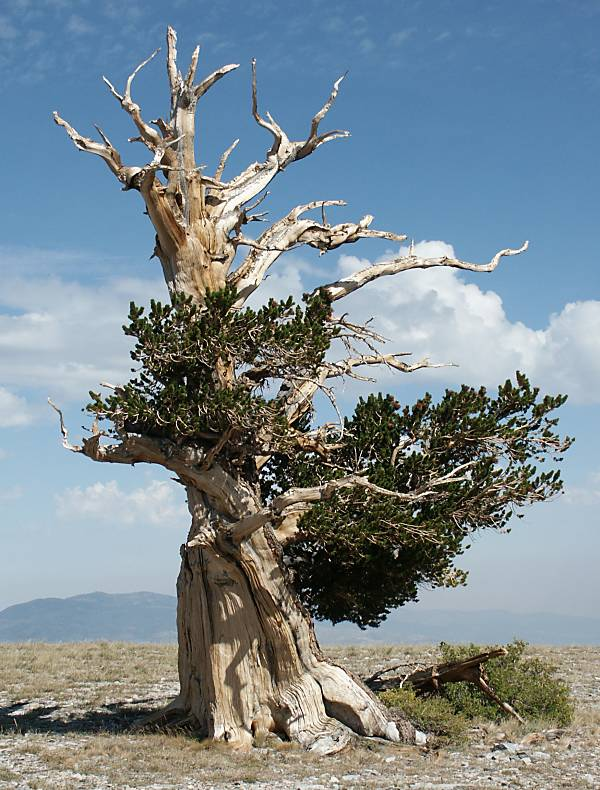
حوض الصنوبر الكبير Bristlecone (Pinus longaeva) على «الطاولة»

## تاريخ طبيعي
يقع منتزه غريت باسن الوطني في القسم الجنوبي من سلسلة الأفعى. تأسست في عام 1986، وهي تحمي الخصائص الجيولوجية الفريدة والمواطن لسلسلة الجبال وصحراء جريت باسن، وتصوراتهم للباسن سنتر والمنطقة البيئية للرينج. يشمل القسم الجنوبي أيضًا الصخور الطبيعية قوس ليكسينغتون (83 قدم (25 متر) شبر)، وكهوف ليمان، وكلاهما يتشكلان من حجر الكلس الموجود في النطاق.
تنمو العديد من بساتين العتيقة من أشجار باسين بريستلكون الصنوبرية (بينوس لونجيفا) في غابات باسن مونتانا الكبيرة في اعلى مرتفعات النطاق.
الارتفاعات الاعلى لسلسلة الافعى في القسم الشمالي محمية من قبل منطقة جبل موريا وايلدرنس، وفي القسم الجنوبي من هايلاند ريدج وايلدرنس.

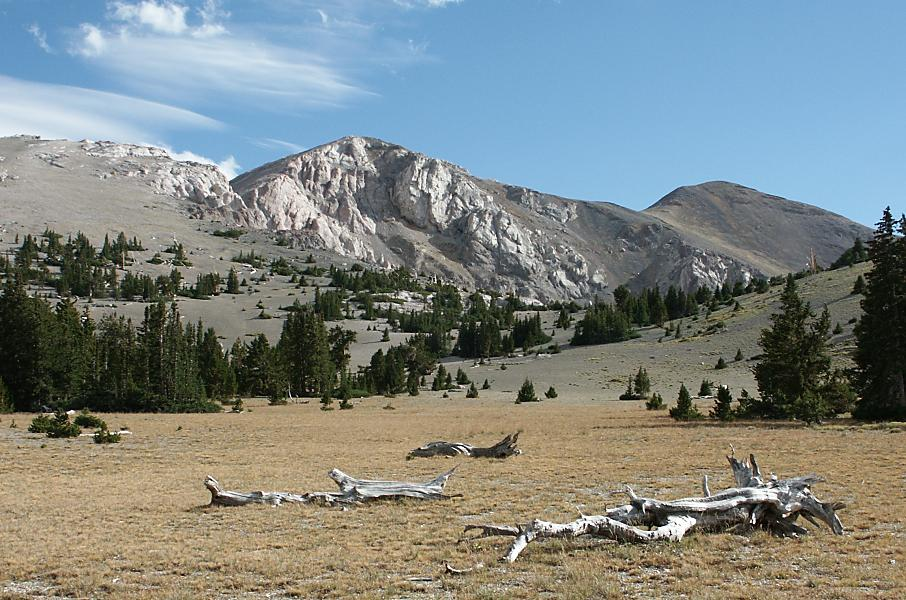
جبل. موريا وحوض Bristlecone الصنوبر العظيم ، باتجاه الجنوب الغربي من "The Table"

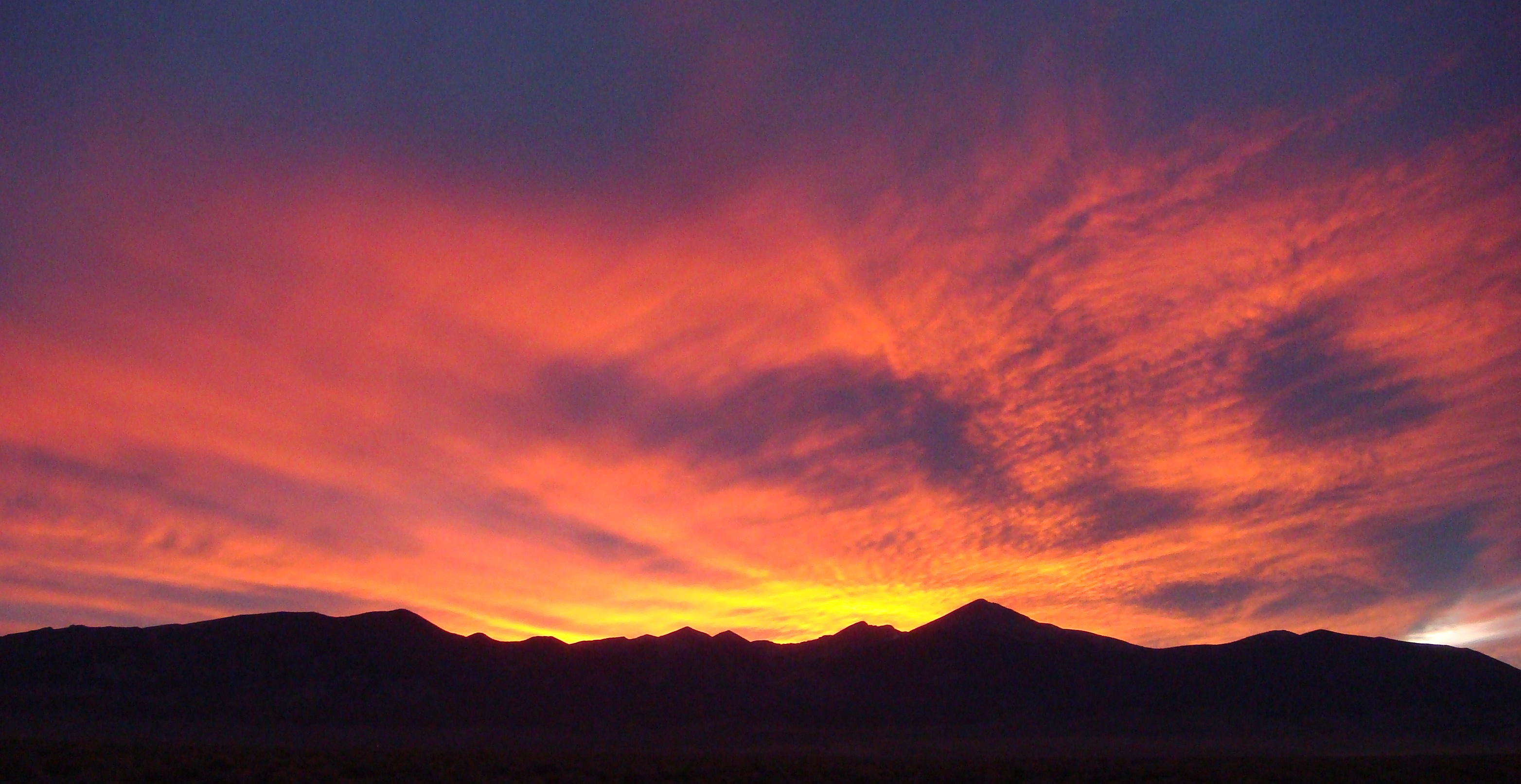
قمة ويلر ونطاق الأفعى الجنوبي عند غروب الشمس

## القمم

### الجنوبي
يتضمن نطاق الأفعى مجموعتين من القمم. يصعد القسم الجنوبي بسرعة من نقطة بالقرب من الحدود مع مقاطعة لنكولن، ويصل إلى قمة جرانيت بيك (11,218 قدم (3,419 م)) فقط 10 ميل (16 كـم) إلى الشمال.
من هناك شمالًا، يستمر النطاق في الارتفاع، مروراً 11,597 قدم (3,535 م) لنكولن (11,597 قدم (3,535 م))، جبل. واشنطن (11,658 قدم (3,553 م))، قمة الهرم (11,926 قدم (3,635 م))، بيراميد بيك (12,298 قدم (3,748 م))، ودوسو دويابي (12,775 12,775 قدم (3,894 م) ).
وصلت أخيرًا إلى ذروتها عند ذروة ويلر (13,063 قدم (3,982 م)).

### شمالي
يبدأ نطاق شمال ويلر في الانخفاض، ليصل إلى 7,154 قدم (2,181 م) في ممر سكرامنتو، على بعد 11 ميل (18 كـم) فقط 11 ميل (18 كـم) إلى الشمال. ممر سكرامنتو هو المكان الذي يبدأ فيه الجزء الشمالي بالبعد عن النطاق.
في 12 ميل (19 كـم) فقط 12 ميل (19 كـم) يرتفع النطاق بعد وادي سيلفر كريك وهيندريز كريك كانيون إلى قمة جبل فوتوجنيك. موريا (12,067 قدم (3,678 م)). إلى الشمال من هذه القمة يتكون تشكيل غير اعتيادي، هضبة مسطحة من التندرا تحت جبال الألب تسمى «الطاولة»، تغطي حوالي 2 ميل مربع (5.2 كـم2) على ارتفاع 11,000 قدم (3,400 م) . ينمو بستان باسين بريستلكون الصنوبري القديم على هذه الهضبة بالقرب من القمة.
شمال «الطاولة» هو ميزة جيولوجية غير عادية أخرى. يتحد ديدمان كريك وسميث كريك، اللذان يصبان باتجاه الشرق في وادي الأفعى، ليحفروا جدول عميق في النطاق. مصب هذا الجدول يقع تحت 3,000 قدم (910 م) منحدرات، 6,000 قدم (1,800 م) أدناه و 6 ميل (9.7 كـم) بعيدا عن قمة جبل. موريا.

## روابط خارجية
- Peakbagger.com (نطاق الأفعى)
- Summitpost.org (جبل موريا)